# Europese kampioenschappen shorttrack 2004
De Europees kampioenschappen shorttrack 2004 werden van 16 t/m 18 januari 2004 gehouden in Zoetermeer (Nederland). Titelverdedigers waren Fabio Carta (Italië) en Evgenja Radanova (Bulgarije). Carta werd in 2004 tweede, achter Nicola Rodigari en Radanova prolongeerde haar titel.

## Eindklassement

### Mannen
|        | Naam                | Land | pnt |
| ------ | ------------------- | ---- | --- |
| Goud   | Nicola Rodigari     | ITA  | 81  |
| Zilver | Fabio Carta         | ITA  | 63  |
| Brons  | Nicola Franceschina | ITA  | 57  |
| 4      | Pieter Gysel        | BEL  | 47  |
| 5      | Sebastian Praus     | GER  | 29  |
| 6      | Sergei Prankevitch  | RUS  | 18  |
| 7      | Jon Eley            | GBR  | 17  |
| 8      | Cees Juffermans     | NED  | 11  |
| 9      | Guillaume Mathieu   | FRA  | 5   |
| 10     | Thomas Bauer        | GER  | 2   |

### Vrouwen
|        | Naam                | Land | pnt |
| ------ | ------------------- | ---- | --- |
| Goud   | Evgenja Radanova    | BUL  | 104 |
| Zilver | Tatjana Borodoelina | RUS  | 76  |
| Brons  | Marta Capurso       | ITA  | 34  |
| 4      | Aika Klein          | GER  | 29  |
| 5      | Katia Zini          | ITA  | 29  |
| 6      | Nina Jevtejeva      | RUS  | 22  |
| 7      | Kateřina Novotná    | CZE  | 18  |
| 8      | Mara Zini           | ITA  | 8   |
| 9      | Christin Priebst    | GER  | 3   |
| 10     | Yvonne Kunze        | GER  | -   |
| 17     | Liesbeth Mau Asam   | NED  | -   |
| 23     | Kim De Dapper       | BEL  | -   |

Malmö 1997 · 
Boedapest 1998 · 
Oberstdorf 1999 · 
Bormio 2000 · 
Den Haag 2001 · 
Grenoble 2002 · 
Sint-Petersburg 2003 · 
Zoetermeer 2004 · 
Turijn 2005 · 
Krynica Zdrój 2006 · 
Sheffield 2007 ·
Ventspils 2008 · 
Turijn 2009 · 
Dresden 2010 · 
Heerenveen 2011 · 
Mladá Boleslav 2012 · 
Malmö 2013 · 
Dresden 2014 · 
Dordrecht 2015 · 
Sotsji 2016 · 
Turijn 2017 · 
Dresden 2018 · 
Dordrecht 2019 · 
Debrecen 2020 · 
Gdańsk 2021 · 
Dresden 2022 · 
Gdańsk 2023 · 
Gdańsk 2024 · 
Dresden 2025